# Búrlivé víno
Búrlivé víno – słowacki serial telewizyjny, pierwotnie emitowany w latach 2013–2017 na antenie TV Markíza.
Serial miał swoją premierę 1 stycznia 2013.
Każda spośród serii była emitowana w telewizji przez pół roku, pierwotnie w formie codziennego serialu nadawanego każdego dnia roboczego wczesnym wieczorem. W pierwszym roku emisji serial dotarł do średniej widowni 390 tys. widzów i osiągnął prawie 35-procentowy udział w rynku.
Seriał był także emitowany na Węgrzech (Bor, mámor, szerelem, stacja Story 4) i w Słowenii (Usodno vino, stacja POP TV).